# Gonçalo Guedes
Gonçalo Manuel Ganchinho Guedes, noto semplicemente come Gonçalo Guedes (Benavente, 29 novembre 1996), è un calciatore portoghese, attaccante della Real Sociedad. Con la nazionale portoghese ha vinto la UEFA Nations League 2018-2019.

## Caratteristiche tecniche
È un attaccante dotato di buon dinamismo, che può agire sia su tutto il fronte d'attacco sia come ala che come punta centrale.

## Carriera

### Club

#### Benfica
Ha iniziato la sua carriera calcistica con le giovanili del Benfica per poi debuttare in prima squadra il 18 ottobre 2014 nella Taça de Portugal contro il Covilhã.
Il 4 gennaio 2015 fa il suo debutto in Primeira Liga contro il Penafiel.
Il 30 settembre seguente realizza la sua prima rete con la maglia del Benfica in Champions League nella partita contro l'Atlético Madrid valida per la fase ai gironi diventando così il più giovane marcatore portoghese della storia a segnare nella fase ai gironi.

#### Paris Saint-Germain
Il 25 gennaio 2017 viene acquistato dal Paris Saint-Germain per 30 milioni firmando un contratto di quattro anni e mezzo. Esordisce con i parigini il 29 gennaio seguente, disputando i minuti finali del match di campionato contro il Monaco.

#### Valencia
Il 20 agosto seguente il giocatore viene girato in prestito secco agli spagnoli del Valencia. Esordisce nella Liga il 9 settembre, contro l'Atletico Madrid. Il 15 ottobre 2017 sigla la sua prima rete con gli iberici a scapito del Real Betis.
Terminata la stagione in Spagna Guedes fa ritorno al PSG che però, a causa delle restrizioni dovute al fair-play finanziario, lo cede a titolo definitivo ancora una volta al Valencia, in cambio di 40 milioni €.

#### Wolverhampton
Dopo cinque anni termina la sua avventura in Spagna per trasferirsi in Premier League al Wolverhampton, per una cifra di 27,5 milioni di sterline.

#### Villareal
Il 19 Gennaio passa al Villareal dal Benfica, il 20 Gennaio esordisce in un match contro il Mallorca subentrando a Ilias Akhomach. Il 27 Gennaio segna il suo primo gol contro il Barcellona.

### Nazionale
Ha rappresentato tutte le varie nazionali giovanili portoghesi. Nel 2015 ha partecipato al Mondiale Under-20 2015 disputato in Nuova Zelanda.
Il 9 ottobre 2015 debutta con l'Under-21, dove tuttora gioca attualmente. Il 6 novembre 2015 ha ricevuto la sua prima chiamata nella nazionale maggiore dal CT Santos debutta da titolare non ancora diciannovenne, il 14 novembre seguente nell'amichevole disputata a Krasnodar contro la Russia.
Il 17 maggio 2018 viene convocato per giocare i Mondiali in Russia. Il 7 giugno 2018 segna la prima doppietta in Nazionale nell'amichevole vinta per 3-0 contro l'Algeria.
Tra i convocati per UEFA Nations League 2018-2019, segna in finale il gol della vittoria contro i Paesi Bassi, marcatura che permette al Portogallo di aggiudicarsi la prima edizione del torneo.

## Statistiche

### Presenze e reti nei club
Statistiche aggiornate al 18 marzo 2023.
| Stagione                   | Squadra                    | Campionato                 | Campionato | Campionato | Coppe nazionali | Coppe nazionali | Coppe nazionali | Coppe continentali | Coppe continentali | Coppe continentali | Altre coppe | Altre coppe | Altre coppe | Totale | Totale |
| Stagione                   | Squadra                    | Comp                       | Pres       | Reti       | Comp            | Pres            | Reti            | Comp               | Pres               | Reti               | Comp        | Pres        | Reti        | Pres   | Reti   |
| -------------------------- | -------------------------- | -------------------------- | ---------- | ---------- | --------------- | --------------- | --------------- | ------------------ | ------------------ | ------------------ | ----------- | ----------- | ----------- | ------ | ------ |
| 2012-2013                  | Benfica B                  | SL                         | 1          | 0          | -               | -               | -               | -                  | -                  | -                  | -           | -           | -           | 1      | 0      |
| 2014-2015                  | Benfica B                  | SL                         | 32         | 8          | -               | -               | -               | -                  | -                  | -                  | -           | -           | -           | 32     | 8      |
| 2015-2016                  | Benfica B                  | SL                         | 5          | 3          | -               | -               | -               | -                  | -                  | -                  | -           | -           | -           | 5      | 3      |
| Totale Benfica B           | Totale Benfica B           | Totale Benfica B           | 38         | 11         |                 | -               | -               |                    | -                  | -                  |             | -           | -           | 38     | 11     |
| 2014-2015                  | Benfica                    | PL                         | 5          | 0          | CP+CdL          | 1+3             | 0               | UCL                | 0                  | 0                  | SP          | 0           | 0           | 9      | 0      |
| 2015-2016                  | Benfica                    | PL                         | 18         | 3          | CP+CdL          | 1+4             | 0               | UCL                | 7                  | 1                  | SP          | 1           | 0           | 31     | 4      |
| 2016-gen. 2017             | Benfica                    | PL                         | 16         | 2          | CP+CdL          | 4+2             | 1+2             | UCL                | 6                  | 2                  | SP          | 0           | 0           | 28     | 7      |
| gen.-giu. 2017             | Paris Saint-Germain        | L1                         | 7          | 0          | CF+CdL          | 4+0             | 0               | UCL                | 0                  | 0                  | -           | -           | -           | 11     | 0      |
| lug.-ago. 2017             | Paris Saint-Germain        | L1                         | 1          | 0          | CF+CdL          | 0               | 0               | UCL                | 0                  | 0                  | SF          | 1           | 0           | 2      | 0      |
| Totale Paris Saint-Germain | Totale Paris Saint-Germain | Totale Paris Saint-Germain | 8          | 0          |                 | 4               | 0               |                    | 0                  | 0                  |             | 1           | 0           | 13     | 0      |
| ago. 2017-2018             | Valencia                   | PD                         | 33         | 5          | CS              | 5               | 1               | -                  | -                  | -                  | -           | -           | -           | 38     | 6      |
| 2018-2019                  | Valencia                   | PD                         | 25         | 5          | CS              | 2               | 0               | UCL+UEL            | 6+6                | 0+3                | -           | -           | -           | 39     | 8      |
| 2019-2020                  | Valencia                   | PD                         | 21         | 2          | CR              | 1               | 0               | UCL                | 3                  | 0                  | SS          | 0           | 0           | 25     | 2      |
| 2020-2021                  | Valencia                   | PD                         | 31         | 5          | CR              | 3               | 2               | -                  | -                  | -                  | -           | -           | -           | 34     | 7      |
| 2021-2022                  | Valencia                   | PD                         | 36         | 11         | CR              | 6               | 2               | -                  | -                  | -                  | -           | -           | -           | 42     | 13     |
| Totale Valencia            | Totale Valencia            | Totale Valencia            | 146        | 28         |                 | 17              | 5               |                    | 15                 | 3                  |             | -           | -           | 178    | 36     |
| 2022-gen.2023              | Wolverhampton              | PL                         | 13         | 1          | FACup+CdL       | 1+4             | 1+0             | -                  | -                  | -                  | -           | -           | -           | 18     | 2      |
| gen.-giu. 2023             | Benfica                    | PL                         | 12         | 1          | CP+CdL          | 1+0             | 1+0             | UCL                | 2                  | 0                  | -           | -           | -           | 15     | 2      |
| ago.2023                   | Wolverhampton              | PL                         | 0          | 0          | FACup+CdL       | 0+0             | 0+0             | -                  | -                  | -                  | -           | -           | -           | 0      | 0      |
| ago.2023-gen.2024          | Benfica                    | PL                         | 9          | 0          | CP+CdL          | 2+1             | 0+0             | UCL                | 2                  | 0                  | -           | -           | -           | 14     | 0      |
| Totale Benfica             | Totale Benfica             | Totale Benfica             | 60         | 6          |                 | 19              | 4               |                    | 17                 | 3                  |             | 1           | 0           | 97     | 13     |
| gen.-giu.2024              | Villarreal                 | PD                         | 17         | 3          | CR              | 0               | 0               | UEL                | 2                  | 0                  | -           | -           | -           | 19     | 3      |
| Totale carriera            | Totale carriera            | Totale carriera            | 280        | 48         |                 | 45              | 10              |                    | 34                 | 6                  |             | 2           | 0           | 361    | 64     |

### Cronologia presenze e reti in nazionale
| Cronologia completa delle presenze e delle reti in nazionale ― Portogallo | Cronologia completa delle presenze e delle reti in nazionale ― Portogallo | Cronologia completa delle presenze e delle reti in nazionale ― Portogallo | Cronologia completa delle presenze e delle reti in nazionale ― Portogallo | Cronologia completa delle presenze e delle reti in nazionale ― Portogallo | Cronologia completa delle presenze e delle reti in nazionale ― Portogallo | Cronologia completa delle presenze e delle reti in nazionale ― Portogallo | Cronologia completa delle presenze e delle reti in nazionale ― Portogallo |
| Data                                                                      | Città                                                                     | In casa                                                                   | Risultato                                                                 | Ospiti                                                                    | Competizione                                                              | Reti                                                                      | Note                                                                      |
| ------------------------------------------------------------------------- | ------------------------------------------------------------------------- | ------------------------------------------------------------------------- | ------------------------------------------------------------------------- | ------------------------------------------------------------------------- | ------------------------------------------------------------------------- | ------------------------------------------------------------------------- | ------------------------------------------------------------------------- |
| 14-11-2015                                                                | Krasnodar                                                                 | Russia                                                                    | 1 – 0                                                                     | Portogallo                                                                | Amichevole                                                                | -                                                                         | 82’                                                                       |
| 17-11-2015                                                                | Lussemburgo                                                               | Lussemburgo                                                               | 0 – 2                                                                     | Portogallo                                                                | Amichevole                                                                | -                                                                         | 62’                                                                       |
| 7-10-2017                                                                 | Andorra la Vella                                                          | Andorra                                                                   | 0 – 2                                                                     | Portogallo                                                                | Qual. Mondiali 2018                                                       | -                                                                         | 90’                                                                       |
| 10-11-2017                                                                | Viseu                                                                     | Portogallo                                                                | 3 – 0                                                                     | Arabia Saudita                                                            | Amichevole                                                                | 1                                                                         | 75’                                                                       |
| 14-11-2017                                                                | Leiria                                                                    | Portogallo                                                                | 1 – 1                                                                     | Stati Uniti                                                               | Amichevole                                                                | -                                                                         | 81’                                                                       |
| 23-3-2018                                                                 | Zurigo                                                                    | Portogallo                                                                | 2 – 1                                                                     | Egitto                                                                    | Amichevole                                                                | -                                                                         | 76’                                                                       |
| 26-3-2018                                                                 | Ginevra                                                                   | Portogallo                                                                | 0 – 3                                                                     | Paesi Bassi                                                               | Amichevole                                                                | -                                                                         | 46’                                                                       |
| 28-5-2018                                                                 | Braga                                                                     | Portogallo                                                                | 2 – 2                                                                     | Tunisia                                                                   | Amichevole                                                                | -                                                                         | 72’                                                                       |
| 2-6-2018                                                                  | Bruxelles                                                                 | Belgio                                                                    | 0 – 0                                                                     | Portogallo                                                                | Amichevole                                                                | -                                                                         | 90’                                                                       |
| 7-6-2018                                                                  | Lisbona                                                                   | Portogallo                                                                | 3 – 0                                                                     | Algeria                                                                   | Amichevole                                                                | 2                                                                         |                                                                           |
| 15-6-2018                                                                 | Soči                                                                      | Portogallo                                                                | 3 – 3                                                                     | Spagna                                                                    | Mondiali 2018 - 1º turno                                                  | -                                                                         | 80’                                                                       |
| 20-6-2018                                                                 | Mosca                                                                     | Portogallo                                                                | 1 – 0                                                                     | Marocco                                                                   | Mondiali 2018 - 1º turno                                                  | -                                                                         |                                                                           |
| 25-6-2018                                                                 | Saransk                                                                   | Iran                                                                      | 1 – 1                                                                     | Portogallo                                                                | Mondiali 2018 - 1º turno                                                  | -                                                                         | 90+6’                                                                     |
| 30-6-2018                                                                 | Soči                                                                      | Uruguay                                                                   | 2 – 1                                                                     | Portogallo                                                                | Mondiali 2018 - Ottavi di finale                                          | -                                                                         | 74’                                                                       |
| 25-3-2019                                                                 | Lisbona                                                                   | Portogallo                                                                | 1 – 1                                                                     | Serbia                                                                    | Qual. Euro 2020                                                           | -                                                                         | 84’                                                                       |
| 5-6-2019                                                                  | Porto                                                                     | Portogallo                                                                | 3 – 1                                                                     | Svizzera                                                                  | UEFA Nations League 2018-2019 - Semifinale                                | -                                                                         | 70’                                                                       |
| 9-6-2019                                                                  | Porto                                                                     | Portogallo                                                                | 1 – 0                                                                     | Paesi Bassi                                                               | UEFA Nations League 2018-2019 - Finale                                    | 1                                                                         | 75’                                                                       |
| 7-9-2019                                                                  | Belgrado                                                                  | Serbia                                                                    | 2 – 4                                                                     | Portogallo                                                                | Qual. Euro 2020                                                           | 1                                                                         | 70’                                                                       |
| 10-9-2019                                                                 | Vilnius                                                                   | Lituania                                                                  | 1 – 5                                                                     | Portogallo                                                                | Qual. Euro 2020                                                           | -                                                                         | 79’                                                                       |
| 11-10-2019                                                                | Lisbona                                                                   | Portogallo                                                                | 3 – 0                                                                     | Lussemburgo                                                               | Qual. Euro 2020                                                           | 1                                                                         | 77’                                                                       |
| 14-10-2019                                                                | Kiev                                                                      | Ucraina                                                                   | 2 – 1                                                                     | Portogallo                                                                | Qual. Euro 2020                                                           | -                                                                         | 46’                                                                       |
| 8-9-2020                                                                  | Stoccolma                                                                 | Svezia                                                                    | 0 – 2                                                                     | Portogallo                                                                | UEFA Nations League 2020-2021 - 1º turno                                  | -                                                                         | 22’                                                                       |
| 9-6-2021                                                                  | Lisbona                                                                   | Portogallo                                                                | 4 – 0                                                                     | Israele                                                                   | Amichevole                                                                | -                                                                         | 71’                                                                       |
| 1-9-2021                                                                  | Faro                                                                      | Portogallo                                                                | 2 – 1                                                                     | Irlanda                                                                   | Qual. Mondiali 2022                                                       | -                                                                         | 82’                                                                       |
| 4-9-2021                                                                  | Debrecen                                                                  | Qatar                                                                     | 1 – 3                                                                     | Portogallo                                                                | Amichevole                                                                | -                                                                         | 81’                                                                       |
| 7-9-2021                                                                  | Baku                                                                      | Azerbaigian                                                               | 0 – 3                                                                     | Portogallo                                                                | Qual. Mondiali 2022                                                       | -                                                                         | 78’                                                                       |
| 9-10-2021                                                                 | Faro                                                                      | Portogallo                                                                | 3 – 0                                                                     | Qatar                                                                     | Amichevole                                                                | -                                                                         | 60’                                                                       |
| 12-10-2021                                                                | Faro                                                                      | Portogallo                                                                | 5 – 0                                                                     | Lussemburgo                                                               | Qual. Mondiali 2022                                                       | -                                                                         | 80’                                                                       |
| 11-11-2021                                                                | Dublino                                                                   | Irlanda                                                                   | 0 – 0                                                                     | Portogallo                                                                | Qual. Mondiali 2022                                                       | -                                                                         | 56’                                                                       |
| 2-6-2022                                                                  | Siviglia                                                                  | Spagna                                                                    | 1 – 1                                                                     | Portogallo                                                                | UEFA Nations League 2022-2023 - 1º turno                                  | -                                                                         | 62’                                                                       |
| 9-6-2022                                                                  | Lisbona                                                                   | Portogallo                                                                | 2 – 0                                                                     | Rep. Ceca                                                                 | UEFA Nations League 2022-2023 - 1º turno                                  | 1                                                                         | 88’                                                                       |
| 12-6-2022                                                                 | Lancy                                                                     | Svizzera                                                                  | 1 – 0                                                                     | Portogallo                                                                | UEFA Nations League 2022-2023 - 1º turno                                  | -                                                                         | 46’                                                                       |
| Totale                                                                    |                                                                           | Presenze                                                                  | 32                                                                        |                                                                           | Reti                                                                      | 7                                                                         |                                                                           |

## Palmarès

### Club
- Coppa di Lega portoghese: 2

Benfica: 2014-2015, 2015-2016
- Campionato portoghese: 3

Benfica: 2014-2015, 2015-2016 ,2022-2023
- Supercoppa di Portogallo: 1

Benfica: 2016
- Coppa di Lega francese: 1

Paris Saint-Germain: 2016-2017
- Coppa di Francia: 1

Paris Saint-Germain: 2016-2017
- Supercoppa francese: 2

Paris Saint-Germain: 2017, 2018
- Coppa di Spagna: 1

Valencia: 2018-2019

### Nazionale
- UEFA Nations League: 1

2018-2019